# 10 februari
10 februari är den 41:a dagen på året i den gregorianska kalendern. Det återstår 324 dagar av året (325 under skottår).

## Återkommande bemärkelsedagar

### Flaggdagar
- Danmark: Minnesdag för folkomröstningen om Slesvig 1920

## Namnsdagar

### I den svenska almanackan
- Nuvarande – Iris
- Föregående i bokstavsordning
  - Egil – Namnet infördes 1986 på 5 november. 1993 flyttades det till dagens datum, men utgick 2001.
  - Egon – Namnet infördes på dagens datum 1986, men flyttades 2001 till 11 mars.
  - Eira – Namnet infördes på dagens datum 1986. 1993 flyttades det till 24 januari, men utgick 2001.
  - Eugenia – Namnet infördes på dagens datum 1812. Det fanns där fram till 1993, då det flyttades till 5 november och har funnits där sedan dess.
  - Iris – Namnet infördes 1986 på 31 maj. 1993 flyttades det till 13 mars och 2001 till dagens datum.
  - Scholastica – Namnet fanns, till minne av det italienska helgonet Scholastica från 500-talet, på dagens datum före 1812, då det utgick.
  - Sigge – Namnet förekom på dagens datum på 1790-talet, men utgick sedan. 1986 återinfördes det på 6 maj, men utgick återigen 1993.
- Föregående i kronologisk ordning
  - Före 1812 – Scholastica och tidvis Sigge
  - 1812–1900 – Eugenia
  - 1901–1985 – Eugenia
  - 1986–1992 – Eugenia, Eira och Egon
  - 1993–2000 – Egon och Egil
  - Från 2001 – Iris
- Källor
  - Brylla, Eva (red.): Namnlängdsboken, Norstedts ordbok, Stockholm, 2000. ISBN 91-7227-204-X
  - af Klintberg, Bengt: Namnen i almanackan, Norstedts ordbok, Stockholm, 2001. ISBN 91-7227-292-9

### Finlandssvenska almanackan
- Nuvarande från 2015[1] – Elin, Ellen, Ella, Elna, Elina
- I föregående revideringar[a][2]
  - 1929–1949 – Elin, Elna
  - 1950–2014 – Elin, Ellen, Ella, Elna

## Händelser
- 385 – Påven Siricius utfärdar dekretet Directa ad decessorem som ett svarsbrev till den spanske biskopen Himerius av Tarragona, angående vissa religiösa spörsmål. I brevet fastslår påven att det katolska prästerskapets regler om celibat och sexuell avhållsamhet har sitt ursprung hos Jesus och hans lärjungar.
- 1258 – Mongolerna, som redan har erövrat stora delar av Asien och är på väg att inleda sin expansion i Europa, når under Hülegü Khan fram till islams kulturella centrum, den abbasidiska staden Bagdad. Såsom mongolerna brukar erbjuder de staden att skonas, mot att kalifen överlämnar dess rikedomar och makten över den. Då denne vägrar anställer mongolerna ett blodbad på innevånarna, skövlar staden och förstör bevattningssystemet. Detta innebär slutet för det abbasidiska kalifatet.
- 1306 – Sedan den svenske kungen Birger Magnussons bröder Erik och Valdemar den 6 december året före har låtit fängsla marsken Tyrgils Knutsson har de fört honom till Stockholm och där hållit honom i fängsligt förvar. De låter döma honom till döden och omkring detta datum blir han avrättad på Pelarbacken. Därmed är han borta ur svensk politik, vilket försvagar kungen i det pågående svenska inbördeskriget, eftersom Tyrgils Knutsson har varit hans stöd.
- 1763 – Ett fredsfördrag i Paris undertecknas mellan Frankrike, Storbritannien, Spanien och Portugal och gör slut på sjuårskriget och fransk-indianska kriget. Storbritannien gör stora territoriella vinster på de andras bekostnad och freden inleder britternas dominans utanför Europa.
- 1810 – En ny svensk riksdagsordning införs efter det att en ny regeringsform införts året förut, som en följd av statskuppen 1809.
- 1831 – Vestmanlands Läns Tidning utkommer för första gången.
- 1881 – Den tysk-franske kompositören Jacques Offenbachs opera Hoffmanns äventyr, som bygger på tre noveller av E.T.A. Hoffmann och har librotto av Jules Barbier, har urpremiär på Opéra-Comique i Paris.
- 1882 – Den ryske kompositören Nikolaj Rimskij-Korsakovs opera Snöflickan, som han också har skrivit libretto till, har urpremiär i Sankt Petersburg.
- 1920 – Den polske generalen Józef Haller von Hallenburg genomför en symbolisk vigselceremoni mellan Polen och Östersjön i den polska kuststaden Puck, där man befäster att den efter första världskriget återuppståndna polska staten, på nytt har en kuststräcka (140 kilometer lång), vilket den inte har haft sedan Polens tredje delning 1795.
- 1925 – Ett kurdiskt uppror utbryter i området kring de östturkiska städerna Diyarbakır och Mardin. Det slås dock ner av turkisk militär en månad senare.
- 1926 – Den polska byn Gdynia får stadsprivilegium, sedan den har börjat växa rejält, efter att polska regeringen under de senaste åren har låtit bygga ut dess hamn till militärbas.
- 1938 – Karl II, som har varit konstitutionell kung av Rumänien sedan 1930, genomför en statskupp, där han tar diktatorisk makt över landet. Den 27 februari antas en ny rumänsk konstitution, som förbjuder alla partier utom Karls eget (Fronten för nationell återfödelse). Vid andra världskrigets utbrott året därpå allierar sig Karl med Tyskland, men tillsätter en militärjunta, ledd av Ion Antonescu, att med diktatorisk makt styra över Rumänien. Denna junta tvingar honom att abdikera och att gå i exil och han lever sedan i Portugal till sin död 1953.
- 1940 – Den första sovjetiska deportationen av polacker (cirka 220 000 personer) till östra Sovjetunionen, inleds ett knappt halvår efter den sovjetiska annekteringen av östra Polen i september 1939.
- 1945
  - Slaget om Hürtgenskogen i västra Tyskland, vilket under det pågående andra världskriget har utkämpats sedan 19 september året före, tar slut genom att de amerikanska styrkorna intar Schwammenaueldammen, sedan tyskarna dagen innan har retirerat.
  - Det tyska transportfartyget S/S General von Steuben, som evakuerar den tyska befolkningen och sårade soldater från Ostpreussen till Świnoujście, sänks av en sovjetisk ubåt på södra Östersjön. 300 personer räddas, men 3 600 omkommer när fartyget sjunker.
- 1947 – Fredsförhandlingarna i Paris mellan de allierade och Italien, Ungern, Rumänien samt Bulgarien avslutas. Italien tvingas avträda större delen av halvön Istrien, förutom staden Trieste och en kustremsa, som förbinder den med övriga Italien, till Jugoslavien.
- 1956 – Västerås stadsbibliotek invigs. Huvudbiblioteket är inrymt i ett hus ritat av Sven Ahlbom.
- 1976 – Det polska parlamentet sejmen röstar igenom en förändring av den polska konstitutionen, då man inför en klausul om kommunismens ledande roll i staten och förbund med Sovjetunionen.
- 1990 – Den sovjetiske ledaren Michail Gorbatjov träffar den västtyske förbundskanslern Helmut Kohl i Moskva. Gorbatjov går med på att Väst- och Östtyskland återförenas, vilket sker 3 oktober samma år.
- 1996 – Den armenisk-ryske schackvärldsmästaren Garri Kasparov spelar det första av sex partier i en schackmatch mot datorn Deep Blue. Denna gång förlorar Kasparov partiet, men under den följande veckans fem partier vinner han tre gånger mot datorn och spelar remi två gånger. I en returmatch året därpå blir Kasparov besegrad av datorn.
- 2006 – Olympiska vinterspelen 2006 invigs i Turin av president Carlo Azeglio Ciampi. Spelen avslutas 26 februari.

## Födda
- 1702 – Carlo Marchionni, italiensk arkitekt och skulptör
- 1770 – Alexandre Brongniart, fransk kemist, geolog, och zoolog
- 1785 – Claude-Louis Navier, fransk ingenjör och matematiker
- 1795 – Ary Scheffer, holländsk-fransk målare och grafiker
- 1806 – Orville Hickman Browning, amerikansk politiker och advokat, senator för Illinois 1861–1863, USA:s inrikesminister 1866–1869
- 1818 – Isham G. Harris, amerikansk demokratisk politiker, guvernör i Tennessee 1857–1862, senator för samma delstat 1877–1897
- 1859 – Alexandre Millerand, fransk politiker, Frankrikes president 1920–1924
- 1867 – Holm O. Bursum, amerikansk republikansk politiker, senator för New Mexico 1921–1925
- 1870
  - Alessandro Bonci, italiensk operasångare
  - Frank L. Greene, amerikansk republikansk politiker, senator för Vermont 1923–1930
- 1881 – Pauline Brunius, svensk skådespelare, manusförfattare och regissör, Dramatens första kvinnliga chef 1938–1948
- 1886 – Jerzy Szaniawski, polsk författare
- 1890
  - Eduard Hladisch, österrikisk kompositör, musikarrangör, kapellmästare och violinist
  - Boris Pasternak, rysk författare, mottagare av Nobelpriset i litteratur 1958
- 1893 – Ragnar Casparsson, svensk författare, journalist och landshövding i Västmanlands län
- 1894 – Harold Macmillan, brittisk konservativ politiker, Storbritanniens luftförsvarsminister 1945, folkhushållningsminister 1951–1954, försvarsminister 1954–1955, utrikesminister 1955, finansminister 1955–1957 och premiärminister 1957–1963
- 1896 – Edgar Rosander, svensk jurist och statsråd
- 1897
  - John F. Enders, amerikansk läkare och virolog, mottagare av Nobelpriset i fysiologi eller medicin 1954
  - Judith Anderson, amerikansk skådespelare
- 1898 – Bertolt Brecht, tysk författare
- 1902 – Walter H. Brattain, amerikansk fysiker, mottagare av Nobelpriset i fysik 1956
- 1903
  - Waldemar Hoven, tysk SS-läkare och krigsförbrytare
  - Gösta Bäckelin, svensk operasångare
- 1910 – Georges Pire, belgisk dominikanmunk, teolog och samhällsaktivist, mottagare av Nobels fredspris 1958
- 1919 – Clément Harari, fransk skådespelare
- 1922
  - Árpád Göncz, ungersk politiker, Ungerns president 1990–2000
  - Harold Hughes, amerikansk politiker, guvernör i Iowa 1963–1969, senator för samma delstat 1969–1975
- 1928 – Gene Taylor, amerikansk republikansk politiker, kongressledamot 1973–1989
- 1929 – Jerry Goldsmith, amerikansk filmmusikkompositör
- 1930 – Robert Wagner, amerikansk skådespelare
- 1934 – Fleur Adcock, nyzeeländsk-brittisk poet
- 1937 – Roberta Flack, amerikansk sångare och kompositör
- 1938
  - Azem Shkreli, albansk poet
  - Torsten Wahlund, svensk skådespelare
- 1942 – Lawrence Weiner, amerikansk konstnär inom konceptkonsten
- 1943 – Walter B. Jones, amerikansk republikansk politiker
- 1944 – Urpo Leppänen, finländsk politiker, riksdagsledamot 1979–1991, Finlands arbetskraftsminister 1983–1987
- 1945 – Solveig Faringer, svensk sångare och skådespelare
- 1950 – Mark Spitz, amerikansk simmare
- 1953 – John Shirley, amerikansk science fiction-författare
- 1954 – Fatou Lamin Faye, gambisk politiker
- 1955 – Greg Norman, australisk golfspelare
- 1956 – Britt Bohlin, svensk socialdemokratisk politiker, riksdagsledamot 1988–2008, gruppledare 2001–2008, landshövding i Jämtlands län 2008–2014
- 1958 – Maciej Płażyński, polsk politiker, talman i Sejmen 1997–2001
- 1962 – Cliff Burton, amerikansk musiker basist i gruppen Metallica
- 1963 – Johann Wadephul, tysk politiker
- 1964 – Francesca Neri, italiensk skådespelare
- 1966 – Renata Przemyk, polsk sångare
- 1967
  - Laura Dern, amerikansk skådespelare
  - Lars Halapi, svensk gitarrist och producent
- 1969 – Hakim Jakobsson, svensk skådespelare
- 1970 – Åsne Seierstad, norsk journalist och författare
- 1973 – Gunn-Rita Dahle, norsk mountainbikecyklist
- 1974 – Elizabeth Banks, amerikansk skådespelare
- 1977 – Salif Diao, senegalesisk fotbollsspelare
- 1978 – Emma Peters, svensk skådespelare
- 1983 – Vic Fuentes, amerikansk sångare och gitarrist i bandet Pierce the Veil
- 1987 – Mateusz Szczepaniak, polsk speedwayförare
- 1991 – Emma Roberts, amerikansk skådespelare
- 1997 – Chloë Grace Moretz, amerikansk skådespelare

## Avlidna
- 1050 – Ingegerd, omkring 50, svensk prinsessa, dotter till Olof Skötkonung, storfurstinna av Kiev sedan 1019 (gift med Jaroslav I)
- 1121 – Domnall Ua Lochlainn, omkring 72, storkonung av Irland sedan 1086
- 1134 – Robert II, omkring 80, hertig av Normandie sedan 1087
- 1306
  - Tyrgils Knutsson, svenskt riksråd och kungaförmyndare, marsk från 1280-talet till 1305 (avrättad omkring detta datum)
  - John III Comyn, skotsk tronpretendent (dödad)
- 1567 – Henry Stuart, 21, skotsk prinsgemål sedan 1565 (gift med Maria I) (mördad)
- 1621 – Pietro Aldobrandini, 49, italiensk kardinal och konstmecenat
- 1629 – Willem de Besche, 55, vallonsk-svensk byggherre och bruksägare
- 1725 – Matthias Iser, 79, biskop i Västerås stift
- 1755 – Charles-Louis de Secondat Montesquieu, 66, fransk författare och politisk filosof
- 1792 – George Plater, 56, amerikansk politiker, guvernör i Maryland sedan 1791
- 1829 – Leo XII, 68, född Annibale Francesco Clemente Melchiore Girolamo Nicola della Genga, påve sedan 1823
- 1837 – Aleksandr Pusjkin, 37, rysk poet och dramatiker
- 1856 – William Henry Sleeman, 67, brittisk överste och kolonialtjänsteman i Indien
- 1858 – Nils Lovén, 61, svensk präst och folklivsskildrare
- 1870 – Mats Olof Andersson, 71, svensk konstnär
- 1876
  - Reverdy Johnson, 79, amerikansk politiker, USA:s justitieminister 1849–1850
  - August Söderman, 43, svensk kompositör, kormästare vid Kungliga teatern
- 1879 – Honoré Daumier, 70, fransk litograf, målare och skulptör
- 1888 – Heinrich Leberecht Fleischer, 87, tysk orientalist
- 1891 – Sofja Kovalevskaja, 41, rysk-svensk matematiker
- 1896 – William H. Crain, 47, amerikansk demokratisk politiker, kongressledamot sedan 1885
- 1901 – Telemaco Signorini, 65, italiensk målare
- 1907 – William Howard Russell, 86, brittisk krigskorrespondent
- 1912 – Joseph Lister, 84, brittisk kirurg, upptäckare av antiseptisk sårbehandling
- 1917 – John William Waterhouse, 67, brittisk prerafaelitisk målare
- 1918
  - Ernesto Moneta, 84, italiensk skribent och pacifist, mottagare av Nobels fredspris 1907
  - Abd ül-Hamid II, 75, sultan av Osmanska riket 1876–1909
- 1923 – Wilhelm Röntgen, 77, tysk fysiker, upptäckare av röntgenstrålarna, mottagare av Nobelpriset i fysik 1901
- 1932 – Edgar Wallace, 56, brittisk författare
- 1939
  - Pius XI, 81, född Ambrogio Damiano Achille Ratti, påve sedan 1922
  - Lili Ziedner, 53, svensk skådespelare
- 1953 – David A. Reed, 72, amerikansk republikansk politiker, senator för Pennsylvania 1922–1935
- 1957 – Laura Ingalls Wilder, 90, amerikansk författare
- 1960 – Alojzije Stepinac, 61, kroatisk saligförklarad kardinal
- 1962 – Władysław Broniewski, 64, polsk poet och översättare
- 1964 – John Charles Vivian, 76, amerikansk republikansk politiker, guvernör i Colorado 1943–1947
- 1974 – David W. Stewart, 86, amerikansk republikansk politiker, senator för Iowa 1926–1927
- 1982 – Olov Wigren, 68, svensk skådespelare
- 1983 – Glen D. Johnson, 71, amerikansk demokratisk politiker, kongressledamot 1947–1949
- 1984 – Agda Helin, 89, svensk skådespelare och sångare
- 1992 – Alex Haley, 70, amerikansk författare
- 1998 – Maurice Schumann, 86, fransk journalist, författare och politiker, Frankrikes socialminister 1968–1969 och utrikesminister 1969–1973
- 1999 – Ann-Marie Gyllenspetz, 66, svensk skådespelare
- 2000 – Jim Varney, 50, amerikansk skådespelare
- 2002 – Vernon A. Walters, 85, amerikansk general och diplomat, USA:s FN-ambassadör 1985–1989
- 2003 – Lars-Eric Kjellgren, 84, svensk regissör och manusförfattare
- 2005 – Arthur Miller, 89, amerikansk författare
- 2006
  - James Yancey, 32, amerikansk hiphopproducent och rappare med artistnamnen J Dilla och Jay Dee
  - Claes Falkenberg, 85, svensk skådespelare
- 2008 – Roy Scheider, 75, amerikansk skådespelare
- 2009 – Jeremy Lusk, 24, amerikansk motorcyklist
- 2010
  - Bo Holmberg, 67, svensk socialdemokratisk politiker, ämbetsman och statsråd, gift med förra utrikesministern Anna Lindh
  - Orlando, 74, brasiliansk fotbollsspelare
  - José Joaquín Trejos Fernández, 93, costaricansk politiker, Costa Ricas president 1966–1970
  - Charles Nesbitt Wilson, 76, amerikansk demokratisk politiker, vars liv har dramatiserats i boken och filmen Charlie Wilson's War
- 2013 – Claes Sylwander, 88, svensk skådespelare, regissör och scenograf
- 2014
  - Stuart Hall, 82, jamaicansk-brittisk kulturteoretiker och sociolog
  - Shirley Temple, 85, amerikansk skådespelare
- 2019 – Walter B. Jones, 76, amerikansk republikansk politiker
- 2022 – Ingvar Oldsberg, 76, svensk tv-profil och journalist
- 2023 – Carlos Saura, 91, spansk filmregissör och manusförfattare